# 松本忠夫
松本 忠夫（まつもと ただお、1943年9月14日 - ）は、日本の生態学者。学位は、理学博士。放送大学客員教授、東京大学名誉教授。専門は社会性昆虫学。研究テーマは、熱帯のシロアリ、家族性ゴキブリの進化生態、系統進化。東京都出身。

## 経歴
- 1966年 3月 - 東京都立大学理学部生物学科卒業
- 1973年 3月 - 東京都立大学大学院理学研究科博士課程修了
- 1973年 4月 - 日本学術振興会奨励研究員
- 1976年 5月 - 東京都立大学理学部助手
- 1981年 5月 - 東京大学教養学部助教授
- 1988年 4月 - 東京大学教養学部教授
- 1995年 4月 - 東京大学大学院総合文化研究科教授
- 1996年 - 1998年 日本生態学会幹事長[2]
- 2005年 4月 - 東京大学名誉教授
- 2005年 4月 - 放送大学教養学部教授
- 2014年 4月 - 放送大学客員教授

## 受賞
- 第1回日本昆虫学会賞 共同受賞 1999.11
- Zoological Science Award 共同受賞 2000.10
- 第4回日本生態学会賞 2005.3
- 第8回日本生態学会功労賞 2009.3

## 著書
- 『社会性昆虫の生態』培風館、1983
- 『生態と環境（基礎生物学シリーズ7）』岩波書店、1993
- 『動物の生態: 脊椎動物の進化生態を中心に (新・生命科学シリーズ)』裳華房、2015

## 共編著
- 『動物の物質経済研究法』中村方子共著、共立出版、1978
- 『社会性昆虫の進化生態学』東正剛共編著、海游舍、1993
- 『集団と環境の生物学』編著、放送大学、2003
- 『生命科学のための基礎シリーズ　生物』共著、実教出版、2004
- 『生命環境科学1 生物多様性の成り立ち』編著、放送大学、2005
- 『生物界の変遷 新しい進化生物学入門』西田治文・二河成男共編著、放送大学、2006
- 『生態と環境』長谷川眞理子共編、培風館 シリーズ21世紀の動物科学、2007
- 『生物集団と地球環境』福田正己共編著、放送大学、2007
- 『初歩からの生物学』星元紀,二河成男共著、放送大学、2008
- 『動物の科学』星元紀共編著、放送大学、2009
- 『生命環境科学（改訂版）生物多様性の成り立ちと保全』編著、放送大学、2010
- 『自己組織化で生まれる秩序 シロアリ・量子ドット・人間社会』武田計測先端知財団編、ケイ・ディー・ネオブック、荒川泰彦・今田高俊・唐津治夢共著、2012
- 『生物圏の科学 生物集団と地球環境』編著、放送大学、2012

### 訳書
- バート・ヘルドブラー, エドワード・O・ウィルソン『蟻の自然誌』辻和希共訳、朝日新聞社、1997
- Scott Camazine ほか『生物にとって自己組織化とは何か 群れ形成のメカニズム』三中信宏共訳、海游舎、2009
- J.G.M. シューウィセン『歩行するクジラ　800万年間で陸上から水中へ』東海大学出版部、2018
- ウィリアム・J.ベル／ルイス・M.ロス／クリスティン・A.ナレパ『ゴキブリ　生態・行動・進化』前川清人共訳、東京大学出版会、2021

## 学外における役職
- 1999年1月 - 2003年8月 国際社会性昆虫学会会長（President, International Society for Study of Social Insects）
- 2000年10月 - 2007年9月 第17-19期日本学術会議会員
- 2007年10月 - 日本学術会議連携会員 生態科学分科会委員長